# Zittende jonge vrouw in het kostuum van een boerenmeisje
Zittende jonge vrouw in het kostuum van een boerenmeisje is een schilderij van Gerard ter Borch in het Rijksmuseum in Amsterdam.

## Voorstelling
Het stelt een meisje voor in boerenkleding. Ze is aan haar opgestoken vlechten en rode haarband te herkennen als een ongehuwde boerendochter. In haar rechterhand houdt ze een bedrukt stuk papier vast, terwijl ze melancholisch voor zich uitkijkt. Als model voor dit genrestuk koos Ter Borch waarschijnlijk zijn halfzus, Gesina ter Borch. Zij figureert in meer schilderijen van hem.

## Herkomst
Het werk is afkomstig uit de verzameling van Isaac de Bruyn en Johanna Geertruida van der Leeuw, eerst in Spiez, later in Muri in Zwitserland. Dit echtpaar liet het werk in 1961 na aan het Rijksmuseum.